# 216e brigade territoriale
La 216e brigade territoriale est le nom d'une unité de l’Armée française, active pendant la Première Guerre mondiale.

## Composition
- 56e régiment territorial d'infanterie
- 250e régiment territorial d'infanterie
- 298e régiment territorial d'infanterie

## Historique
La brigade est formée en mars 1917 à partir des trois régiments territoriaux de l'infanterie divisionnaire de la 134e DI,. Elle est dissoute le 15 mars 1918.